# گلیمجان یوسربایف
گلیمجان یوسربایف(به قزاقی: Галымжан Усербаев) (زادهٔ ۱۹ دسامبر ۱۹۸۸) کشتی‌گیر قزاقستانی در دستهٔ ۷۴ و ۷۹ کیلوگرم کشتی آزاد است. 
او در المپیک ۲۰۱۶ ریو کشتی‌گیر دستهٔ ۷۴ کیلوگرم قزاقستان بود که در مسابقه اول تا سوم اوقنی ندآلکو از مولداوی، لیوان لوپز از کوبا و سوساکه تاکاتانی از ژاپن را شکست داد اما در نیمه‌نهایی به حسن یزدانی از ایران باخت و به دیدار رده‌بندی رفت. وی در دیدار رده‌بندی به سونر دمیرتاش ترکیه‌ای باخت و پنجم شد.